# Wayne Grajeda
Wayne Grajeda (* 8. Dezember 1945 in Los Angeles; † 15. September 2020 in Berlin) war ein amerikanischer Musiker (Gesang, Gitarre) und TV-Produzent, der in Berlin lebte.

## Leben und Werk
Grajedas Vater war Jazzmusiker an der Trompete und seine Mutter Sängerin und Pianistin. So bekam er schon als Kind einen engen Bezug zur Musik. Er ging in Los Angeles zur University High School und studierte anschließend am Santa Monica City Collage. Die eigene musikalische Karriere begann für den Singer-Songwriter Ende der 1960er-Jahre, als Grajeda Mitglied der Eastfield Meadows wurde und an deren gleichnamiger Schallplatte (1968) mitwirkte. Er arbeitete in den USA in der Musikbranche und gründete eine TV-Produktionsfirma.
Zusammen mit dem Team von IM3 Productions wurde Grajeda 2002 für den Beitrag “The Color of War: Into The Breach” ausgezeichnet. Sie gewannen den Cine Special Jury Award für die beste historische Sendung des Jahres. Zu seinen Wirkungskreisen in der Filmbranche gehörten Digital Ranch Productions, Greystone Communications, Alan Landsburg Productions, LMNO Productions und zahlreiche andere Produktionsfirmen, Kooperationspartner und Sender. Grajeda war Mitglied der Directors Guild of America.
1972 zog Grajeda nach West-Berlin und spielte im Musical Jesus Christ Superstar (Zweitbesetzung des Jesus).
In dieser Zeit war er Mitglied einer Berliner Musikerwohngemeinschaft, die als Die Hagelberger bekannt sind. Sie spielten eigene Kompositionen, Bluesklassiker, Country- und amerikanische Folksongs in Bandbesetzung mit Gitarren, Mandolinen, Mundharmonika, Saxophon, Flöte, Bass und Cajón.
2006 bestand die Band noch aus Jesse Ballard, Wayne Grajeda, Ron Randolf, John Vaughan, Robert Williams, Joe Kučera und Ralf Schmidt. Diese Formation nennt sich, nach 45 Jahren gemeinsamer Musikgeschichte, The Band of Brothers und spielte 2016 das 26. Songfestival der Liedertour.

## Wayne Grajeda Band
Der Tradition der einstigen Wohngemeinschaft Die Hagelberger folgend, trat Grajeda zudem in verschiedenen Formationen und solo auf. Er gründete in Berlin die Wayne Grajeda Band, in der ab 2006 auch Silvia Christoph sang. Zusammen mit Schlagzeuger Dirk Morning, dem Bassisten Thomas Hoppe und dem Studiogitarristen René Schostak war Grajeda mit eigenen Stücken live vorrangig auf Berliner Bühnen gebucht.

## Veröffentlichungen (Auswahl)
- Chameleon Wayne Grajeda (2006 Bluebird Cafe Berlin)
- Staytrue Street Grajeda & Williams (Saxophon Joe Kučera) (2003)
- Hagelberger Street – Americans In Berlin Jesse Ballard, Tom Cunningham, Wayne Grajeda, Francis Serafini, John Vaughan, Bob Williams (1996 Power Play Records)